# Jonsinne állomás
Jonsinne (Yeonsinnae) állomás a szöuli metró 3-as és 6-os vonalának állomása Szöul Unphjong-ku (Eunpyeong-gu) kerületében.

## Megnevezése
1985 és 2001 között az állomás nevét kínai írásjegyekkel így írták: 延新內驛. 2001. május elsején eltörölték a kínai írásjegyes alakját, kizárólag hangullal írják.

## Viszonylatok
| 3-as vonal                                       | 3-as vonal           | 3-as vonal                            |
| ------------------------------------------------ | -------------------- | ------------------------------------- |
| Kuphabal (Gupabal) Tehva (Daehwa) felé           | fő vonal             | Pulgvang (Bulgwang) Ogum (Ogeum) felé |
| 6-os vonal                                       |                      |                                       |
| Tokpaü (Dokbawi) (egyirányú) Ungam (Eungam) felé | Ungam (Eungam) hurok | Kuszan (Gusan) Ungam (Eungam) felé    |